# 南陽市立赤湯小学校
南陽市立赤湯小学校（なんようしりつ あかゆしょうがっこう）は山形県南陽市にある公立小学校。

## 教育目標
- 自ら考え、進んでやり遂げる子ども〈自主・自立〉
- 知　学びを深める子ども〈探究〉
- 徳　自他を大切にする子ども〈尊重〉
- 体　健やかな心と体をもつ子ども〈挑戦〉

## 沿革
- 1873年（明治6年） - 開校
- 1941年（昭和16年）4月1日 - 国民学校令により赤湯国民学校に改称
- 1947年（昭和22年） - 学制改革により、赤湯町立赤湯小学校に改称
- 1967年（昭和42年） - 南陽市立赤湯小学校に改称

## 通学区域
- 赤湯、二色根、椚塚、長岡、爼柳、三間通(北山、一丁場、二丁場を除く。)、金沢、松沢、大橋、上野、郡山のうち的場・舟橋・塚田・六百刈・叶神一[3]

## 進学先中学校
- 公立学校は、赤湯中学校へ進学する[3]。